# Josef Seiz
Josef „Sepp“ Seiz (* 26. April 1934 in Altenkunstadt; † 10. November 2010) war ein deutscher Tischtennisspieler. Er wurde in den 1950er und Anfang der 1960er Jahre dreimal Deutscher Meister im Doppel.

## Leben
Mit 14 Jahren trat Sepp Seiz dem Verein FC Altenkunstadt ein. 1954 wurde er erstmals deutscher Meister im Doppel. Im Oktober des gleichen Jahres bestritt er sein erstes Länderspiel. In Baden-Baden gewann er gegen die Schweiz seine beiden Spiele. In der Folge bestritt er insgesamt 28 Länderspiele für Deutschland, u. a. bei 4 Weltmeisterschaften und 3 Europameisterschaften.
Für positive Schlagzeilen sorgte er 1960 bei den internationalen Meisterschaften in Berlin: Einen 12:20-Rückstand gegen den Jugoslawen Vilim Harangozo holte er auf und gewann das Spiel. Für diese Leistung nannte ihn die Bild-Zeitung "Mann des Tages".
Josef Seiz arbeitete in einer Schuhfabrik. Er heiratete im August 1958 Lieselotte Köller, mit der er zwei Söhne und eine Tochter hatte. Sie verstarb vor ihm, so dass er bis zu seinem Lebensende Witwer war.

## Erfolge
- Teilnahme an vier Tischtennisweltmeisterschaften mit der deutschen Mannschaft
  - 1955 in Utrecht: 9. Platz
  - 1956 in Tokio: 5. Platz
  - 1957 in Stockholm: 9. Platz
  - 1959 in Dortmund (nur Individualwettbewerbe)

- Teilnahme an drei Tischtennis-Europameisterschaften
  - 1958 in Budapest: 5. Platz mit deutscher Mannschaft
  - 1960 in Zagreb: 7. Platz mit deutscher Mannschaft
  - 1962 in Berlin: nur Individualwettbewerbe

- Internationale Meisterschaften
  - 1955 Kiel: 4. Platz Doppel (mit Leopold Holusek)
  - 1956 Basel: 1. Platz Doppel (mit Conny Freundorfer)
  - 1960 Berlin: 4. Platz Doppel (mit Martin Ness)

- Nationale deutsche Meisterschaften
  - 1954 Berlin-Ost – 1. Platz Doppel (mit Leopold Holusek)
  - 1955 Osnabrück – 4. Platz Einzel, 1. Platz Doppel (mit Leopold Holusek)
  - 1956 Dortmund – 2. Platz Doppel (mit Leopold Holusek)
  - 1957 Berlin – 4. Platz Doppel (mit Dietmar Schmidt)
  - 1958 Neumünster – 3. Platz Doppel (mit Anton Breumair)
  - 1959 Donaueschingen – 2. Platz Doppel (mit Conny Freundorfer)
  - 1960 Essen – 2. Platz Doppel (mit Martin Ness)
  - 1961 Wolfsburg – 1. Platz Doppel (mit Martin Ness)
  - 1962 Freiburg – 4. Platz Doppel (mit Martin Ness)

- Deutschlandpokal
  - 1957 in Mörfelden: 1. Platz mit Bayern

- Bundesranglistenturniere
  - 1956 in Würzburg: 4. Platz
  - 1957 in Bottrop: 2. Platz

- Bayerische Meisterschaften
  - 1956 Donauwörth: 1. Platz Doppel (mit Leopold Holusek)
  - 1958 Augsburg: 1. Platz Einzel, 1. Platz Doppel (mit Herbert Mayer)
  - 1961 München: 1. Platz Doppel (mit Martin Ness)

- Rangliste
  - 1955: 2. Platz in Rangliste des DTTB
  - 1957: 2. Platz in Rangliste des DTTB

- Vereine
  - 1948–1952: FC Altenkunstadt (Abteilung Tischtennis)
  - 1952–1975: TTC Burgkunstadt (Oberliga)
  - 1975–1977: Viktoria Coburg
  - 1977–2010: TTV 45 Altenkunstadt (ehemals FC Altenkunstadt)

## Turnierergebnisse
| Verband | Veranstaltung     | Jahr | Ort       | Land | Einzel     | Doppel     | Mixed        | Team |
| ------- | ----------------- | ---- | --------- | ---- | ---------- | ---------- | ------------ | ---- |
| FRG     | Weltmeisterschaft | 1959 | Dortmund  | FRG  | letzte 256 | Scratched  | Scratched    |      |
| GER     | Weltmeisterschaft | 1957 | Stockholm | SWE  | letzte 64  | letzte 128 | letzte 64    | 5    |
| GER     | Weltmeisterschaft | 1956 | Tokio     | JPN  | letzte 64  | Scratched  | keine Teiln. | 5    |
| GER     | Weltmeisterschaft | 1955 | Utrecht   | NED  | letzte 128 | letzte 32  | letzte 64    | 9    |